# Národní les Mount Baker-Snoqualmie
Národní les Mount Baker-Snoqualmie se nachází v americkém státě Washington, kde se rozpíná 230 kilometrů po boku západních svahů Kaskádového pohoří, od kanadské hranice po národní park Mount Rainier. Sídlo lesní správy se nachází ve městě Everett.

## Návštěva
Les se nachází v okresech Snohomish, Whatcom, Skagit, King, Pierce a Kittitas a jeho celková rozloha činí asi 10 357 km². Les je rozdělen do čtyř správních obvodů, od severu to je obvod Mount Baker se stanicemi v Sedro-Woolley a Glacieru, darringtonský obvod se stanicemi v Darringtonu a Verlotu, skykomishský obvod se stanicí v obci Skykomish a snoqualmijský obvod se stanicemi v North Bendu a Enumclaw.
3,6 milionu obyvatel, což činí asi 62 procent populace státu Washington se nachází do 110 kilometrů od lesa a obyvatelé kanadského okresu Metro Vancouver se také nacházejí blízko severní části lesa. Tento fakt, společně s dobrou přístupností, dělá les druhým nejnavštěvovanějším národním lesem ve Spojených státech.

## Geografie

### Hory
V národním lese se nachází mnoho míst, které jsou významné buď historicky nebo svou malebností. Hory postupně rostou od 1 800 metrů na jihu lesa po 2 400 metrů na severním konci. Metry nad přilehlé hřebeny se zde výší vulkány Mount Baker a Glacier Peak.

### Ledovce
Les je domovem nejvíce ledovců ze všech národních lesů vyjma těch aljašských. Největší ledovce jsou:
- Mount Baker
  - Balvanový ledovec
  - Colemanův ledovec
  - Demingův ledovec
  - Eastonův ledovec
- Sentinel Peak
  - Jižní Kaskádový ledovec
- Glacier Peak
  - Voštinový ledovec

Počet ledovců na území lesa se snížilo z 295 v roce 1971 na 287 v roce 1998, za což může jev ustupování ledovců. Lesní ledovce ztratily mezi lety 1984 a 2006 až 40 procent svého objemu kvůli teplému počasí a negativnímu vyvažování přídavnou hmotností. Ledovec White Chuck na hoře Glacier Peak už nepatří mezi velké ledovce lesa, jelikož z 3,1 km² z roku 1958 zbylo v roce 2002 pouze 0,9 km². Díky zmenšování ledovců se letní ledovcový odtok snížil až o 80 procent, což zpomaluje proud a snižuje sedimentaci vodních toků, což nepříznivě ovlivňuje lososy i jiné druhy ryb.

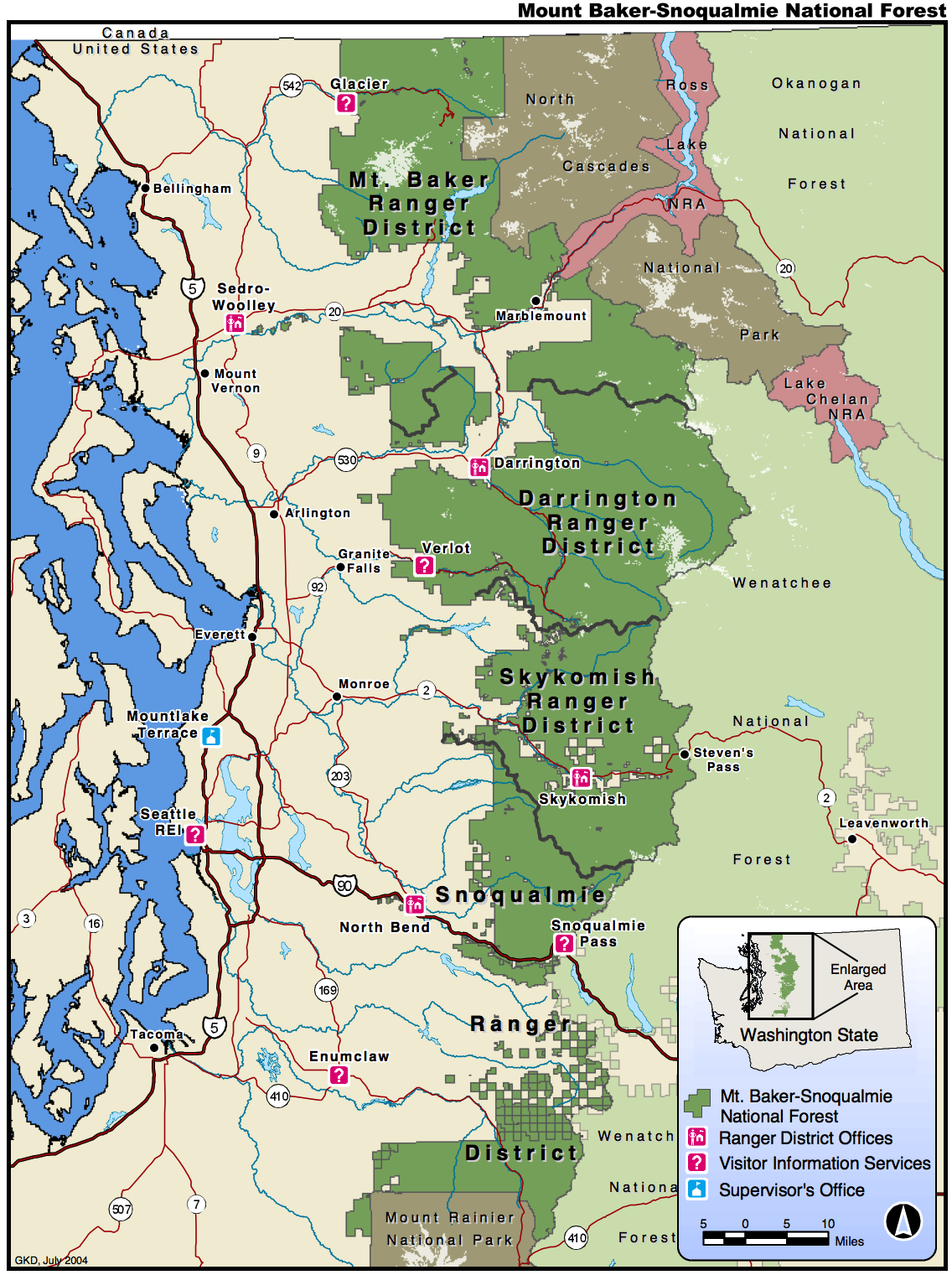
Mapa lesa.

## Konzervace
Severní a východní části lesa jsou výjimečně drsné a malebné a v roce 1968 byla jeho část přeměněna na národní park Severní Kaskády. Studie lesní správy z roku 1993 odhaduje rozlohu pralesů na zhruba 260 tisíc hektarů. Od roku 1964 zde americký Kongres založil následující divočiny:
- Alpine Lakes
- Boulder River
- Clearwater
- Glacier Peak
- Henryho M. Jacksona
- Mount Baker
- Noisy-Diobsud
- Norse Peak
- Wild Sky

Tato starodávná území poskytují čistou vodu, izolaci a ochranu pralesům v téměř polovině národního lesa.
V roce 1978 Kongres založil také ochranný systém pro řeku Skagit, kterou tak povýšil na divokou a malebnou řeku. Jedná se o celkem 201 kilometrů toků Skagit, Cascade, Sauk a Suiattle, což nabízí ochranu důležitému životnímu prostředí a příležitost pro rekreaci. Jedná se o jedno z největších zimovišť orla bělohlavého.